# Смешанная парная сборная Италии по кёрлингу
Смешанная парная сборная Италии по кёрлингу — смешанная национальная сборная команда (составленная из одного мужчины и одной женщины), представляет Италию на международных соревнованиях по кёрлингу. Управляющей организацией выступает Федерация ледовых видов спорта Италии (итал. Federazione Italiana Sport del Ghiaccio, англ. Italian Ice-Sports Federation).

## Результаты выступлений

### Олимпийские игры
| Год  | Место          | Игры           | Победы         | Поражения      | Состав (женщина, мужчина, тренер)                                                     |
| ---- | -------------- | -------------- | -------------- | -------------- | ------------------------------------------------------------------------------------- |
| 2018 | не участвовали | не участвовали | не участвовали | не участвовали | не участвовали                                                                        |
| 2022 | 1              | 11             | 11             | 0              | Стефания Константини, Амос Мозанер, Виолетта Кальдарт (тренер), Клаудио Пеша (тренер) |

(данные отсюда:)

### Чемпионаты мира
| Год  | Место   | Игры    | Победы  | Поражения | Состав (женщина, мужчина, тренер)                                                                         |
| ---- | ------- | ------- | ------- | --------- | --- |
| 2008 | 11      | 7       | 4       | 3         | Silvia Mingozzi, Alberto Rostagnotto                                                                      |
| 2009 | 16      | 8       | 3       | 5         | Кьяра Дзанотелли, Андреа Пильцер                                                                          |
| 2010 | 6       | 6       | 3       | 3         | Лукреция Лауренти, Марко Паскале                                                                          |
| 2011 | 22      | 7       | 1       | 6         | Джорджия Рикка, Алессио Гонин, Джанандреа Галлинатто (тренер)                                             |
| 2012 | 12      | 9       | 5       | 4         | Лукреция Сальваи, Симоне Гонин, Джанандреа Галлинатто (тренер)                                            |
| 2013 | 17      | 8       | 4       | 4         | Джорджия Рикка, Алессио Гонин                                                                             |
| 2014 | 24      | 8       | 3       | 5         | Джорджия Рикка, Алессио Гонин                                                                             |
| 2015 | 9       | 11      | 7       | 4         | Лукреция Сальваи, Симоне Гонин                                                                            |
| 2016 | 19      | 7       | 3       | 4         | Лукреция Лауренти, Марко Паскале                                                                          |
| 2017 | 12      | 11      | 6       | 5         | Вероника Дзаппоне, Симоне Гонин, Lucilla Macchiati (тренер)                                               |
| 2018 | 12      | 11      | 7       | 4         | Вероника Дзаппоне, Симоне Гонин, Сёрен Гран (тренер)                                                      |
| 2019 | 18      | 7       | 5       | 2         | Алиса Кобелли, Амос Мозанер, Сёрен Гран (тренер)                                                          |
| 2020 | отменён | отменён | отменён | отменён   | отменён                                                                                                   |
| 2021 | 5       | 10      | 7       | 3         | Стефания Константини, Амос Мозанер, тренеры: Ульрик Шмидт, Виолетта Кальдарт                              |
| 2022 | 7       | 9       | 6       | 3         | Стефания Константини, Себастьяно Арман, Виолетта Кальдарт (тренер)                                        |
| 2023 | 11      | 9       | 4       | 5         | Стефания Константини, Себастьяно Арман, Виолетта Кальдарт (тренер), Клаудио Пеша (национальный тренер)    |
| 2024 | 8       | 9       | 6       | 3         | Стефания Константини, Франческо де Дзанна, Виолетта Кальдарт (тренер), Клаудио Пеша (национальный тренер) |
| 2025 | 1       | 11      | 11      | 0         | Стефания Константини, Амос Мозанер, Марко Мариани (тренер)                                                |

(данные отсюда:)

### Квалификационные турниры кчемпионатам мира
| Год       | Место | Игры | Победы | Поражения | Состав (женщина, мужчина, тренер) |
| --------- | ----- | ---- | ------ | --------- | --------------------------------- |
| 2019/2020 | 1     | 8    | 8      | 0         | Вероника Дзаппоне, Симоне Гонин   |

### Универсиады
| Год  | Место | Игры | Победы | Поражения | Состав (женщина, мужчина, тренер)                                                                    |
| ---- | ----- | ---- | ------ | --------- | --- |
| 2025 | 4     | 9    | 4      | 5         | Джулия Дзардини Лачеделли, Франческо де Дзанна, Вольфганг Бурба (тренер), Екатерина Галкина (тренер) |

(источник:)